# Krzysztof Zanussi
Krzysztof Pius Zanussi (* 17. června 1939 ve Varšavě) je jeden z nejvýznamnějších polských režisérů a scenáristů.

## Biografie
Vystudoval fyziku na Varšavské univerzitě (1955–1959) a filozofii na Jagellonské univerzitě (1959–1962). Studium režie ukončil v roce 1967 v Lodži.
Angažoval se v amatérském filmovém hnutí, natočil 11 filmů, z nichž 9 bylo oceněno. Od roku 1980 je ředitelem Filmového studia „TOR“. V letech 1971–1983 plnil funkci viceprezidenta Svazu polských filmařů. Přednášel na řadě filmových škol, mj. na PWSTiF v Lodži, National Film School ve Velké Británii, na Kolumbijské univerzitě v New Yorku, na Kalifornské univerzitě v Berkeley, Cambridge a Rice University (Houston). Více než 20 let vede kurzy na Vyšší režisérské škole v Moskvě a více než třicet let je spojen se Slezskou univerzitou. Je rovněž divadelním a operním režisérem. Působí jako režisér mj. v divadlech v Miláně, Římě, Palermu, Syrakusách, Bonnu, Moskvě, Brémách a Basileji.

Filmy Krzysztofa Zanussiho byly oceněny řadou prestižních cen na mezinárodních filmových festivalech, mj. v Cannes, Benátkách a Moskvě. Jejich tvůrce získal mj. vyznamenání Komandérský kříž s hvězdou Řádu znovuzrozeného Polska, Commandeur de l'Ordre des Arts et des Lettres (Francie), David di Donatello (Itálie), Důstojnický kříž Řádu za zásluhy o Italskou republiku, Komandérský kříž Řádu za zásluhy o Litvu nebo Řád knížete Jaroslava Moudrého, který mu udělil ukrajinský prezident. 

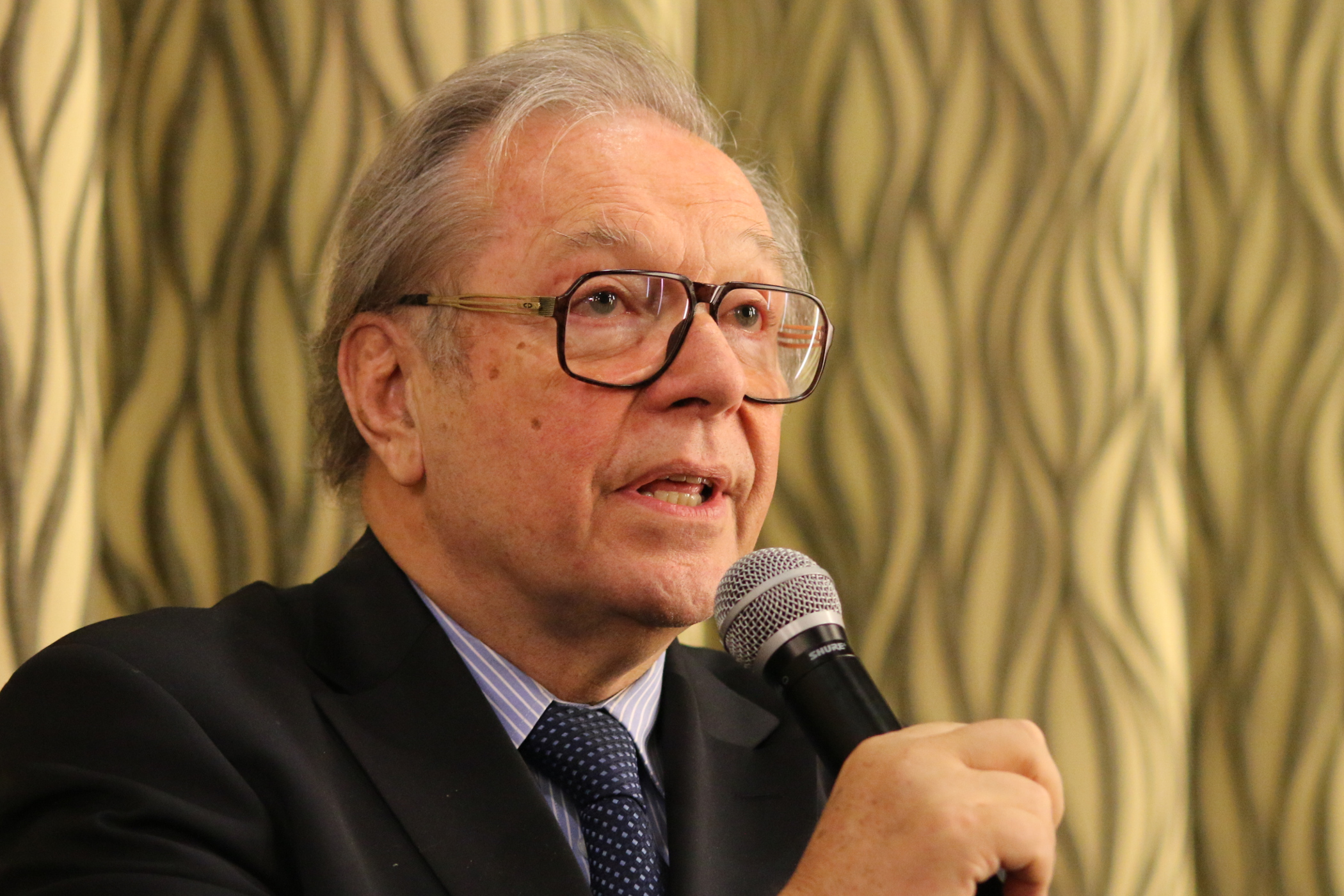
Krzysztof Zanussi (2014)

Je autorem řady knih: O montażu w filmie amatorskim (O střihu v amatérském filmu, 1968), Rozmowy o filmie amatorskim (Rozhovory o amatérském filmu, 1978), Scenariusze filmowe (šestidílné Filmové scénáře, vyšly v Itálii, Německu a v Maďarsku), Pora umierać (Čas umírat, 1999) – vyšlo polsky, rusky, bulharsky, italsky a ukrajinsky, Miedzy jarmarkiem a salonem (Mezi jarmarkem a salónem, 1999) – vyšlo polsky a rusky. V letech 1990–94 byl prezidentem Federace evropských filmových režisérů (FERA). Bývalý prezident Asociace EUROVISIONI. Člen Rady evropské filmové akademie, Pontifikační komise pro kulturu ve Vatikánu, Polské akademie umění, PEN-Clubu a Svazu polských spisovatelů. Čestný doktorát moskevského WGIK, „I.L. Caragiale” (Bukurešť), European Humanities University (Minsk), Bulgarian University (Sofie), University of Film and Television (Petrohrad), Lublinské katolické univerzity, Opolské univerzity, Státní univerzity Janka Kupaly v Hrodně, Lodžské univerzity a Pázmány Péter Catholic University (Budapešť), získal prestižní cenu Luky Branjoviće Navarrské univerzity.

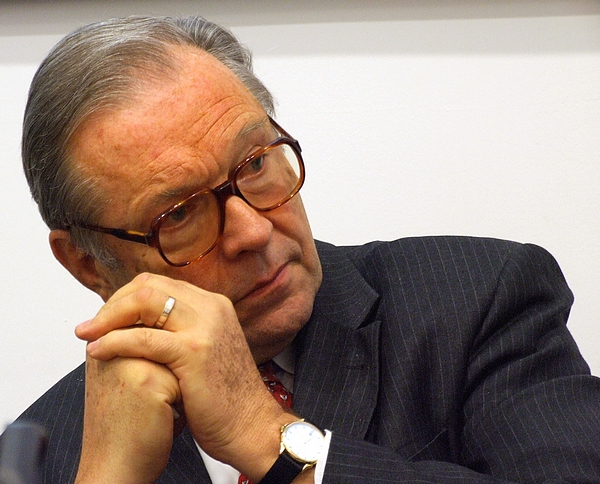
Krzysztof Zanussi

Podle údajů uložených v Instytut Pamięci Narodowej byl v letech 1962–1964 registrován jako spolupracovník komunistické tajné policie Służba Bezpieczeństwa s krycí jménem "Aktor". Několikrát se bavil s důstojníky tajné služby, avšak nikdy nefungoval jako tajný spolupracovník. Zanussi o svých kontaktech se SB otevřeně hovoří, avšak popírá, že by komukoliv ublížil. Archivy IPN jeho slova potvrzují.

## Filmy celovečerní
- 1969: Struktura kryształu
- 1970: Życie rodzinne
- 1971: Za ścianą
- 1972: Iluminace (Iluminacja)
- 1974: Bilans kwartalny
- 1974: The Catamount Killing
- 1976: Ochranné zbarvení (Barwy ochronne)
- 1978: Spirala
- 1980: Kontrakt
- 1980: Constans
- 1981: Z dalekiego kraju
- 1982: Imperatyw
- 1984: Rok spokojnego słońca
- 1985: Paradygmat
- 1988: Gdzieśkolwiek jest, jeśliś jest…
- 1989: Stan posiadania
- 1990: Život za život. Maxmilián Kolbe (Życie za życie. Maksymilian Kolbe)
- 1992: Dotknięcie ręki
- 1995: Cwał
- 1997: Brat naszego Boga
- 2000: Život jako smrtelná nemoc přenášená pohlavní cestou (Życie jako śmiertelna choroba przenoszona drogą płciową)
- 2002: Dodatek (Suplement)
- 2005: Persona non grata
- 2007: Czarne słońce
- 2008: Serce na dłoni
- 2009: Rewizyta

## Filmy televizní
- 1967: Twarzą w twarz
- 1968: Zaliczenie
- 1970: Góry o zmierzchu
- 1971: Die Rolle
- 1971: Za ścianą
- 1972: Hipoteza
- 1975: Nachtdienst
- 1977: Anatomie Stunde
- 1977: Haus der Frauen
- 1979: Wege in der Nacht
- 1981: Versuchung
- 1982: Unerreichbare
- 1983: Blaubart
- 1987: Erloschene Zeiten
- 1990: Das lange Gespräch mit dem Vogel

## Filmy dokumentární
- 1996: Damski interes
- 1996: Słaba wiara
- 1996: Urok wszeteczny
- 1996: Niepisane prawa
- 1997: Dusza śpiewa
- 1997: Ostatni krąg
- 1997: Linia opóźniająca
- 2000: Skarby ukryte

## Divadelní představení
- 1979: Lot nad kukułczym gniazdem, (One Flew Over The Cookoo's Nest), Ken Kessey, Teatr Stary, Kraków
- 1980: Król umiera (The King Is Dying), Eugene Lonesco, Neue Schaübühne, Monachium
- 1983: Rzeźnia (Slaughterhouse), Sławomir Mrożek, Mediolan
- 1983: Dzień i noc (Day And Night): Tom stoppard, Stadt Theatre, Bonn
- 1983: Duet na jeden głos (Duo for One), Tom Kępiński, Standt Theatre, Bonn
- 1984: Hiob, Karol Wojtyła, San Miniato
- 1984: Wszyscy moi synowie (All My Sons), Arthur Miller, Monachium
- 1985: Dawne czasy (Old Times), Harold Pinter, Monachium (TV Bayerische Rundfunk)
- 1986: Julius Caesar, William Shakespeare, (Werona 1985) Rzym
- 1986: Gry kobiece [Miłosierdzie płatne z góry, Niedostępna] (Woman's games), Krzysztof Zanussi, Edward Żebrowski, Theatre des Nations (Odeon) Paris
- 1986: Zdrada (Betrayal), Harold Pinter, Monachium
- 1987: Gry kobiece [Miłosierdzie płatne z góry, Niedostępna] (Woman's games), Krzysztof Zanussi, Edward Żebrowski, Praga
- 1989: Gry kobiece [Miłosierdzie płatne z góry, Niedostępna] (Woman's games), Krzysztof Zanussi, Edward Żebrowski, Theatre des Nations (Odeon) Paris
- 1990: Królowa i powstańcy (The Queen and the Insurgents), Ugo Betti, Krzysztof Zanussi i Tadeusz Bradecki, Rzym
- 1991: Gry kobiece [Miłosierdzie płatne z góry, Niedostępna] (Woman's games), Krzysztof Zanussi, Edward Żebrowski, MCHAT, Moskwa
- 1992: Prezydent (President), Rocco Familiari, Florencja
- 1993: Śmierć i dziewczyna (Death and the Maiden), Ariel Dorfman, Teatr Nowy Poznań
- 1993: Śmierć i dziewczyna (Death and the Maiden), Berlin
- 1997: Król- rybak (Re Pescatore), J. Green, San Miniato
- 1998: L'uomo che vide Francesco, Joseph Delteil, San Miniato
- 1998: Heriodas le Salomé, Rocco Familiari, Rzym
- 2000: Zdaniem Amy (Amys Welt), Essen
- 2002: Dowód (Der Beweis), Essen
- 2002: Straszni rodzicie (Les parents terribles), Jean, Cocteau, Theatre Elysee, Rzym
- 2005: Małe zbrodnie małżeńskie, Partners in Crime, Erich Emmanuel Schmitt, Berlin
- 2007: Małe zbrodnie małżeńskie, Partners in Crime, Erich Emmanuel Schmitt, Kijów
- 2008: Duet, Guo, Otto Eskin, Nowosybirsk
- 2009: Medea, Eurypides, Syrakuzy
- 2010: Rabbit Hole, David Lindsay – Abaire, Amberg
- 2010: Dowód (Der Beweis), David Auburn, Moskwa
- 2010: Śmierć i dziewczyna (Death and the Maiden), Ariel Dorffman, Mińska
- 2010: Wszyscy moi synowie (All my Sons), Arthur Miller, Jekaterynburg
- 2011: Zapach (L'odore, The Scent), Rocco Familiari, Perm
- 2012: Król umiera (Exit the King) Eugene Lonesco, Jekaterynburg, Moskwa
- 2012: Edukacja Rity (Educating Rita), Willy Russell, Jekaterynburg, Moskwa
- 2013: Donne allo Specchio, Rocco Familiari, Teatro Don Bosco, Pordenone
- 2013: 37 pocztówek (37 postcards), Michael McKeever, Moskwa
- 2014: Gry kobiet (Woman's Games), Krzysztof Zanussi, Edward Żebrowski, Baku

## Opery
- 1989: Dominique Probst, Maksymilian Kolbe. Text: Eugene Ionesco (współreżyseria z Tadeuszem Bradeckim), Rimini, 1988; St. Etienne
- 1989: Alexander von Zemlinsky, Narodziny Infantki, Tragedia Florencka. Text: Oscar Wilde, Opern Theater, Bazylea
- 1992: Karol Szymanowski, Król Roger. Text: Jarosław Iwaszkiewicz, Karol Szymanowski, Stadt Theather, Brema, 1986; Teatro Massimo, Palermo
- 1992: Arthur Honegger, Antygona. Text: Sofokles w przekładzie Jeana Cocteau
- 1993: Igor Stavinsky, Król Edyp. Text: Jean Cocteau, Teatro Massimo, Palermo
- 2011: Francis Poulenc, La Voix Humaine, Aubade, La Dame de Monte-Carlo, text: Jean Cocteau, Warszawska Opera Kameralna